# Limni Kerkini - Krousia - Kοryfes orous Mpelles, Άgkistrο - Charopo
Limni Kerkini - Krousia - Kοryfes orous Mpelles, Άgkistrο - Charopo este o arie protejată (arie specială de conservare — SAC, sit de importanță comunitară — SCI) din Grecia întinsă pe o suprafață de 77.958,37 ha, integral pe uscat.

## Localizare
Centrul sitului Limni Kerkini - Krousia - Kοryfes orous Mpelles, Άgkistrο - Charopo este situat la coordonatele 41°13′12″N 23°09′09″E / 41.219946°N 23.152411°E.

## Înființare
Situl Limni Kerkini - Krousia - Kοryfes orous Mpelles, Άgkistrο - Charopo a fost declarat sit de importanță comunitară în august 1996 pentru a proteja 19 specii de animale. Situl a fost protejat și ca arie specială de conservare în martie 2011.

## Biodiversitate
Situată în ecoregiunea mediteraneană, aria protejată conține 15 habitate naturale: Ape stătătoare oligotrofe până la mezotrofe, cu vegetație de Littorelletea uniflorae și/sau de Isoëto-Nanojuncetea, Lacuri eutrofice naturale cu vegetație de tip Magnopotamion sau Hydrocharition, Râuri mediteraneene cu debit permanent cu specii de Paspalo-Agrostidion și galerii riverane de Salix și de Populus alba, Râuri mediteraneene cu debit intermitent, cu specii de Paspalo-Agrostidion, Pajiști alpine și boreale, Pajiști uscate din regiunea submediteraneeană estică (Scorzoneratalia villosae), Pajiști umede mediteraneene cu ierburi înalte de Molinio-Holoschoenion, Pante stâncoase silicioase cu vegetație casmofită, Păduri de fag Asperulo-Fagetum, Păduri aluvionare cu Alnus glutinosa și Fraxinus excelsior (Alno-Padion, Alnion incanae, Salicion albae), Păduri panonice-balcanice de stejar turcesc - stejar sesil, Păduri de Quercus frainetto, Galerii de Salix alba și de Populus alba, Păduri de Platanus orientalis și Liquidambar orientalis (Platanion orientalis), Galerii și tufărișuri riverane sudice (Nerio-Tamaricetea și Securinegion tinctoriae).
La baza desemnării sitului se află mai multe specii protejate:
- amfibieni (2): izvoraș-cu-burta-galbenă (Bombina variegata), Triturus karelinii
- mamifere (1): vidră de râu (Lutra lutra)
- nevertebrate (6): Austropotamobius torrentium, croitorul mare al stejarului (Cerambyx cerdo), Coenagrion ornatum, Lindenia tetraphylla, rădașcă (Lucanus cervus), Morimus asper funereus
- pești (4): avat (Aspius aspius), Barbus strumicae, Cobitis taenia Complex, boarță (Rhodeus amarus)
- reptile (6): șarpele cu patru dungi (Elaphe quatuorlineata), țestoasa de baltă (Emys orbicularis), Mauremys rivulata, Testudo graeca, țestoasă bănățeană (Testudo hermanni), elaphe situla (Zamenis situla)

Pe lângă speciile protejate, pe teritoriul sitului au mai fost identificate 26 de specii de plante, 111 specii de păsări, 8 specii de amfibieni, 9 specii de mamifere, 3 specii de nevertebrate, 2 specii de pești, 10 specii de reptile.